# Hajnik Pál (tanár)
Hajnik Pál (Vác, 1774. január 25. – Pest, 1809. december 12.) jogi doktor és egyetemi tanár, Hajnik Pál rendőrfőnök nagybátyja.

## Élete
Hajnik János városbíró és Stephanovics Katalin fia. Iskoláit Pesten, azután öt évig a váci gimnáziumban végezte; mire a pesti egyetemre ment, ahol a bölcseletet és a jogot hallgatta. Két évig gyakorlaton volt és jogi doktori oklevelet nyert; pár évi ügyvédeskedés után 1801. november 1-jén a magyar magán- és büntetőjog tanára lett a Pozsonyi Királyi Jogakadémián, ahol 1809 első félév végéig tanított. Egyetemi tanárrá neveztetvén ki Pestre, ahol a statisztikát és bányajogot tanította, rá kevéssel 1809. december 12-én ugyanott meghalt. Esztergom megye táblabírája volt és 1808-ban a király, testvérével Ferenccel, nemesi rangra emelte. Előadásai oly kedveltek voltak, kora halála hallgatóit annyira meghatotta, hogy azok négy hétig önként gyászruhában jártak.

## Munkája
- Historia Iuris Hungarici a tempore S. Stephani primi regis ad gloriose regnantem Franciscum I. cum synchronismo nonnullarum memorabilium e rebus patriis collectarum materiarum, in subsidium juventutis scholasticae per aphorismos deducta, et in tabellas distributa. Budae, 1808. Három rész. Pars prima Pars secunda Pars tertia